# Xu Feng (album)
Pour l'actrice chinoise, voir Xu Feng.
 (novembre 2023).
Xu Feng est un album de John Zorn sorti en 2000 sur le label Tzadik. Cet album appartient à la catégorie des games pieces, une technique de composition et de direction qui combine composition écrite et improvisation. Xu Feng est une actrice qui apparaît dans plusieurs films chinois d'arts martiaux.

## Titres
| 1.    | The Valiant Ones            | 10:21 |
| 2.    | The Fate Of Lee Khan        | 9:03  |
| 3.    | Legend Of The Mountain      | 4:07  |
| 4.    | The Assassins               | 2:38  |
| 5.    | Dragon Gate Inn             | 5:34  |
| 6.    | The Beauty Of Yang Hui-Chen | 10:48 |
| 7.    | Trouble At Spring Inn       | 6:31  |
| 8.    | Hidden Fortress             | 7:55  |
| 9.    | Hsia Nü                     | 7:41  |
| 10.   | Raining In The Mountains    | 5:38  |
| 11.   | A Touch Of Zen              | 4:11  |
| 74:27 |                             |       |

## Personnel
- Chris Brown - électronique
- Fred Frith - guitares
- Dave Lombardo - batterie, percussion
- John Schott - guitares
- David Slusser - électronique
- William Winant - batterie, percussion